# Studiourile Buftea
Studiourile cinematografice Buftea sunt singurele studiouri cinematografice din România.
De-a lungul timpului, mai exact din 1957, când studiourile s-au dat în folosință, aici s-au produs peste 500 de filme de lung metraj și mai toate coproducțiile românești (până în 1989). Astăzi, Studiourile au devenit societate prestatoare de servicii, fiind privatizate. Aici se realizează emisiuni de divertisment ale Pro TV și Antena 1. În anii 1999-2000, la Buftea au lucrat regizori celebri precum: Costa-Gavras (la filmul Amen.), Franco Zeffirelli (la filmul Callas Forever). Din 2020, la Antena 1 este difuzat reality-show-ul matrimonial “Mireasa”, show a cărui casă se află în cadrul Studiourilor Buftea.
Studioul Cinematografic „București” a fost condus de directorii Pavel Constantinescu (1954-1955), Paul Cornea (1958-1965), Eugen Mandric (1965-1968), Petre Sălcudeanu (1968-1969), Lucia Olteanu (1969-1971) și Constantin Pivniceru (1971-1972).

## Filme notabile

### Anii 1950
- La moara cu noroc (1956);
- Citadela sfărâmată (1957);
- Două lozuri (1957);
- Ciulinii Bărăganului (1957);
- Alo?... Ați greșit numărul! (1958);
- Viața nu iartă (1959);
- Telegrame (1959);
- Valurile Dunării (1959).

### Anii 1960
- Darclée (1960);
- Setea (1961);
- Codin (1962);
- Tudor (1962);
- Pădurea spânzuraților (1964);
- Titanic vals (1964);
- Duminică la ora 6 (1965);
- Răscoala (1965);
- Serbările galante (1965);
- Steaua fără nume (1966);
- Dacii (1966);
- Diminețile unui băiat cuminte (1966);
- Șapte băieți și o ștrengăriță (1966);
- Kampf um Rom II – Der Verrat (1968);
- Columna (1968);
- Tinerețe fără bătrânețe (1968);
- Reconstituirea (1969).

### Anii 1970
- Mihai Viteazul (1970);
- Felix și Otilia (1972);
- Cu mâinile curate (1972);
- Astă-seară dansăm în familie (1972);
- Ștefan cel Mare - Vaslui 1475 (1974);
- Dincolo de pod (1975);
- Mere roșii (1976);
- Operațiunea "Monstrul" (1976);
- Profetul, aurul și ardelenii (1978);
- Blestemul pamîntului, blestemul iubirii (1979).

### Anii 1980
- Pruncul, petrolul și ardelenii (1981);
- Secvențe (1982);
- Concurs (1982);
- Faleze de nisip (1982);
- De ce trag clopotele, Mitică? (1982);
- Buletin de București (1982);
- Pas în doi (1985);
- Glissando (1985);
- Vară sentimentală (1985);
- Moromeții (1988);
- Noiembrie, ultimul bal (1989);
- Balanța.

### Anii 1990
- Rămânerea (1992);
- Hotel de lux (1992);
- Atac în bibliotecă (1993);
- Patul conjugal (1993);
- Asfalt Tango (1993);
- O vară de neuitat (1994);
- Terente – regele bălților (1995)
- Terminus paradis (1998).

### Anii 2000
- Callas Forever (2001);
- Amen. (2002);
- Furia (2002);
- Garcea și oltenii (2002);
- Second Hand (2002);
- Filantropica (2002);
- Gunpowder, Treason and Plot (2003);
- Sex Traffic (TV, 2004);
- The Last Drop (2004);
- Modigliani (2004);
- The Cave (2004);
- Blood and Chocolate (2005);
- Crăciun fericit Joyeux Noël (2005);
- An American Haunting (2006);
- California Dreaming (2006);
- Bunraku (2008)
- Fire and Ice: Cronica Dragonilor (2008)
- Perkins'14 (2008)
- Slaughter (2008)
- Creature (2008)
- Hellhounds (2008)
- Sand Serpents (2008)
- Alien Western (2008)
- Ces amours-là (2009)
- The Devil Inside (2009)

### Anii 2010
- Christopher Roth (2010)
- Whistleblower (2010)
- Crăciunul la Castel (2011)
- William & Kate: A Royal Love Story (2011)
- Assassination Games (2011)
- Teorema Zero (2013)
- The Necessary Death of Charlie Countryman (2013)
- The Keeping Room (2014)